# Дюран Дюран
„Дюран Дюран“ (на английски: Duran Duran) е английска поп и рок група. Води началото си от Бирмингам, където е учредена през 1978 година. Те са една от най-успешните групи от 80-те и заема предно място във Втората британска инвазия в Щатите, която се засилва от телевизия MTV. Пласират 14 сингъла в Топ 10 на Британските класации за сингли и 21 в Хот 100 на сп. Билборд. Според Съндей Мъркюри, те са продали над 100 милиона бройки.

## Състав
- Ник Роудс (Nick Rhodes) – кийборд,
- Джон Тейлър (John Taylor) – басист,
- Роджър Тейлър (Roger Taylor) – барабанист,
- Анди Тейлър (Andy Taylor) – китарист,
- Саймън Ле Бон (Simon LeBon) – вокалист

## История
Момчетата от „Дюран Дюран“ се появяват за първи път на музикалната сцена в началото 80-те в Бирмингам, Англия, където всъщност Nick Rhodes, John Taylor, Andy Taylor и Roger Taylor започват да свирят заедно през 1978. Те притежавали всички съществени черти на успешната поп група с изключение само на едно – водещ певец. Търсейки човекът с подходящ вид и глас, групата среща Simon Le Bon през 1980.
Първият им албум „Duran Duran“ се появява 1981 и моментално печели международно признание, нещо повече членовете на групата се превръщат в символи за мъжка красота в очите на тийнейджърките от двете страни на Атлантика. Присъствието им в класациите продължава и със следващите албуми „Rio“ и „Seven And The Ragged Tiger“, които включват хитове като „Hungry Like The Wolf“, „Rio“, „Wild Boys“ и „The Reflex“. Видео клиповете им по MTV отварят нова страница – на огромни бюджети и копютърно създадени сцени.
Duran Duran продължават да създават свежа музика и през 1993 издават още един едноименен албум, от които два сингъла намират място в Топ 10 – „Ordinary World“ и „Come Undone“. Четири години по-късно, 1997, Duran Duran издават единадесетият си албум „Medazzaland“, „Pop Trash“ се появява 2000.